# Sierra Leone i olympiska sommarspelen 2000
Sierra Leone deltog i de olympiska sommarspelen 2000 med en trupp bestående av tre deltagare, två män och en kvinna, men ingen av landets deltagare erövrade någon medalj.

## Friidrott
Herrarnas 100 meter
- Alpha B. Kamara
  1. Omgång 1 — 10.74 (slutade 8:a och gick inte vidare)

Damernas 100 meter
- Ekundayo Williams
  1. Omgång 1 — 12.19 (slutade 6:a och gick inte vidare)